# Krygsztejn (herb szlachecki)
Krygsztejn (Krygstein, Kriegstein) – herb szlachecki.

## Opis herbu
W polu srebrnym – rycerz stojący w zbroi, z listkami koniczyny w prawej ręce, z lewą na biodrze opartą. W klejnocie dwa skrzydła srebrne. Labry czerwono-srebrne.

## Najwcześniejsze wzmianki
Nadany 1790 r. przez Stanisława Augusta Poniatowskiego.

## Herbowni
(tu podaj nazwiska i nazwy rodów, które używały tego herbu)